# كتاب حقائق العالم
كتاب حقائق العالم (بالإنجليزية: The World Factbook) هو منشور سنوي تصدره وكالة المخابرات المركزية الأمريكية ابتداء من عام 1962، ويحوي حوالي صفحتين إلى ثلاثة عن كل دولة تعترف بها الولايات المتحدة. وأصبح هذا الكتاب غير سري منذ عام 1971، وبالرغم من أنه مخصص للاستعمال من قبل دوائر الحكومة الأميركية، فهو كثيراً ما يستخدم من قبل المنظمات الأميركية المختلفة لسهولة الوصول إليه ولأنه ضمن الملكية العامة حيث لا تشمله حقوق الطبع.
الكتاب لا يعتمد على جواسيس الاستخبارات الأميركية، بل يعتمد على المعلومات التي تنشرها الوزارات الأميركية المختلفة (مثل وزارة الدفاع ووزارة التجارة). لذلك لا يحتوي على أي أسرار.

## وصلات خارجية
- الموقع الرسمي للكتاب (بالإنجليزية)
- أرشيف جامعة ميسوري (University of Missouri-St. Louis):

1992 نسخة محفوظة 11 يونيو 2008 على موقع واي باك مشين., 1993 نسخة محفوظة 5 يوليو 2008 على موقع واي باك مشين., 1994 نسخة محفوظة 9 يوليو 2008 على موقع واي باك مشين., 1995 نسخة محفوظة 20 يونيو 2008 على موقع واي باك مشين., 1996 نسخة محفوظة 1 أكتوبر 2008 على موقع واي باك مشين., 1997 نسخة محفوظة 19 يوليو 2008 على موقع واي باك مشين., 1998 نسخة محفوظة 1 أكتوبر 2008 على موقع واي باك مشين., 1999 نسخة محفوظة 1 أكتوبر 2008 على موقع واي باك مشين., 2000, 2001 نسخة محفوظة 15 يونيو 2008 على موقع واي باك مشين., 2002 نسخة محفوظة 26 مايو 2008 على موقع واي باك مشين., 2003 نسخة محفوظة 15 يونيو 2008 على موقع واي باك مشين., 2004 نسخة محفوظة 15 يونيو 2008 على موقع واي باك مشين., 2005 نسخة محفوظة 13 مايو 2008 على موقع واي باك مشين., 2006 نسخة محفوظة 23 مارس 2022 على موقع واي باك مشين.، 2007